# Lou Tseng-Tsiang
Lou Tseng-Tsiang (en religion dom Pierre-Célestin Lou) ((zh) 陸徵祥, Lù Zhēngxiáng), né à Shanghai (Chine) le 12 juin 1871 et mort à l'abbaye Saint-André de Bruges (Belgique) le 15 janvier 1949, est un diplomate et un homme d’État chinois. Converti au catholicisme, il devint moine et abbé bénédictin en Belgique.

## Formation

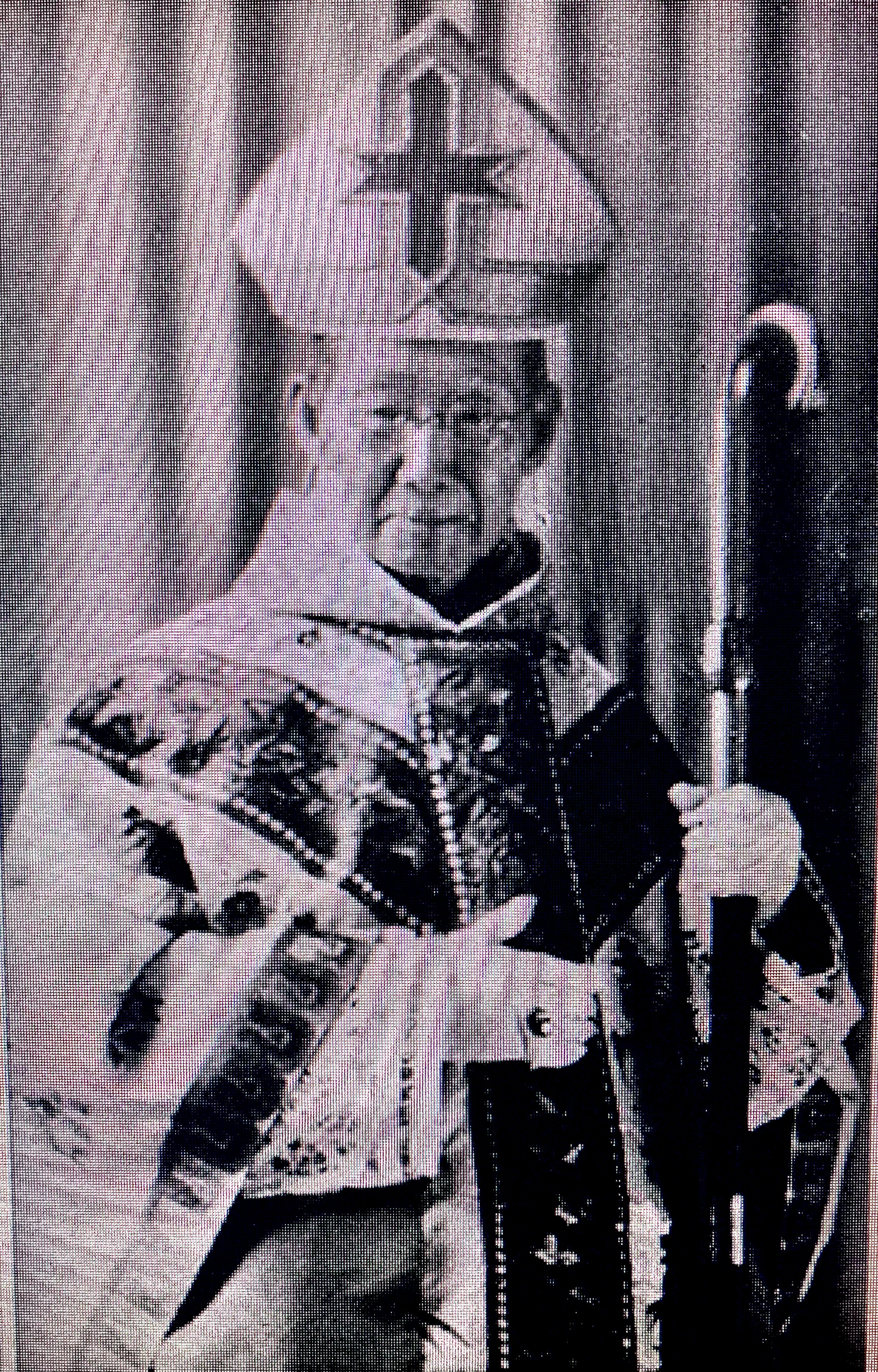
Dom Pierre-Célestin Lou Tseng-Tsiang (1946)

Après des études à l'École française de Shanghai et à l'École des interprètes diplomatiques, il est envoyé à la légation chinoise de Saint-Pétersbourg, où il rencontre son mentor, Shu Ken-shen (en) ((zh) 許景澄, Xǔ Jǐngchéng), qui l'initie au service de l'État et l'oriente vers la religion catholique. En 1892, il suit les cours de français de Charles Vapereau, au collège Tongwen à Pékin, et reste ensuite en relation avec lui. Sa jeunesse est marquée ensuite par la révolte des Boxers, pendant laquelle Shu Ken-shen, qui tentait de réformer le gouvernement impérial chinois, fut décapité en 1900.

## Carrière diplomatique
Ayant rejoint le parti de Sun Yat-sen (孫逸仙), il est Premier ministre éphémère de juin à septembre 1912 et ministre des Affaires étrangères de janvier 1915 à décembre 1920 (faisant fonction de Premier ministre de décembre 1915 à mars 1916). Il modernise la carrière diplomatique chinoise et entreprend de difficiles négociations avec le Japon et la Russie.
Représentant de la Chine à la conférence du traité de Versailles de 1919, il refuse de signer le traité parce que son article 156 transférait au Japon la concession allemande de Chine à Shandong au lieu de la restituer à la souveraineté chinoise.

## Vocation religieuse et vie monastique
À Saint-Pétersbourg, en 1899, Lou Tseng-Tsiang avait épousé Berthe Bovy, fille d'un officier belge et pieuse catholique. Le couple demeure sans enfant, mais Lou Tseng-Tsiang, qui était protestant, se convertit au catholicisme. Il dit un jour à sa femme : « J'ai promis que nos enfants seraient catholiques. Puisque nous n'avons pas d'enfant, que dirais-tu si, moi, je me faisais catholique ? ». Cette déclaration faite avec humour ne doit pas cacher la profondeur de la conversion de Lou Tseng-Tsiang. Elle met discrètement en avant le rôle de sa femme dont l'exemple le mènera à embrasser le catholicisme : « Ma femme n'avait jamais soulevé auprès de moi la question religieuse ; elle s'était bornée à accomplir, avec beaucoup de simplicité, ses devoirs de conscience ».
 

En 1922, la santé de son épouse nécessitant un traitement en Europe, il quitte la Chine pour la Suisse. Après le décès de son épouse en 1926, il devient moine bénédictin à l'Abbaye Saint-André, près de Bruges en Belgique. Il est ordonné prêtre en 1935. Au début, célébrer la Messe l'effraie : « Oser approcher, tous les jours, moi-même, le Tout-Puissant ! » Au cours de sa dernière maladie, il déclare cependant à son confesseur :

« Saint Benoît dit que Dieu est un Maître et qu'il est un Père. J'ai retenu qu'il est Maître. J'ai oublié qu'il est Père. Pendant cette maladie, le Seigneur a daigné m'éclairer. Puisque j'offre la Messe à Dieu, notre Père, je n'aurai plus peur de célébrer la Messe. »

 Il reçoit du pape Pie XII la dignité abbatiale honorifique en 1946.

## Écrits
- En 1945, il publie une réflexion autobiographique, Souvenirs et pensées[1], où il résume sa carrière politique et diplomatique et sa vocation religieuse, dans laquelle le christianisme apparaît comme un aboutissement de la tradition confucéenne. Écrit à la fin de la Seconde Guerre mondiale, ce livre souligne les défaillances des hommes politiques qui causèrent la guerre : « Comment expliquer ceci : les incendiaires sont à l'œuvre, on le sait, on le voit et on laisse faire ? »

- Il laissa un livre dactylographié à titre posthume, La Rencontre des humanités et la découverte de l'Évangile, dans lequel il développe le thème de la continuité entre le confucianisme et la filiation divine du christianisme.

## Phaléristique
- 1re classe dans l'ordre de l'Épi d'or[3] ;
- 1re classe dans l'ordre d'Orange-Nassau[3] ;
- 1re classe dans l'ordre de Saint-Stanislas de Russie[3] ;
- 1re classe dans l'ordre de Sainte-Anne de Russie[3] ;
- 1re classe dans l'ordre du Lion de Perse[3] ;
- 1re classe dans l'ordre de la couronne de fer d'Autriche-Hongrie[3].